# Pieczonogi (województwo świętokrzyskie)
Pieczonogi – wieś w Polsce, położona w województwie świętokrzyskim, w powiecie staszowskim, w gminie Oleśnica.
W latach 1975–1998 miejscowość położona była w województwie kieleckim.
Przez wieś przebiega droga wojewódzka nr 757 z Opatowa do Stopnicy.

## Części wsi
| SIMC    | Nazwa      | Rodzaj     |
| ------- | ---------- | ---------- |
| 0257182 | Gaj        | część wsi  |
| 0257199 | Górki      | część wsi  |
| 0257207 | Na Górce   | część wsi  |
| 0257213 | Olszynki   | przysiółek |
| 0257220 | Podkępie   | część wsi  |
| 0257236 | Przedewsie | część wsi  |
| 0257242 | Skład      | część wsi  |

## Historia
Wieś w dawnych dokumentach zapisywana była jako Pyeczenyogi. Nazwa pochodzi prawdopodobnie od koczowniczego plemienia Pieczyngów, których oddziały we wczesnym średniowieczu pełnily służbę wojskową w różnych krajach Europy Środkowo-Wschodniej, także u władców Polski. Wieś mogła być miejscem zamieszkiwania takiego oddziału lub też miejscem osadzenia pieczyńskich jeńców. W XV w. Pieczonogi dzieliły się na Małe i Duże. Wieś była własnością Andrzeja Oleśnickiego herbu Dębno. Folwark, łany kmiece, karczmy i zagrodnicy oddawali dziesięcinę o wartości 15 grzywien plebanowi w Strzelcach. Według rejestru poborowego powiatu wiślickiego z 1579 r. wieś należała do wojewody krakowskiego. Było tu 9 osadników i 4,5 łana.
Według spisu miast, wsi, osad Królestwa Polskiego z 1827 roku, w Pieczonogach było 38 domów i 210 mieszkańców.